# Peña de la Cabra
La peña de la Cabra es una montaña de 1831 m s. n. m. de altitud situada en el cordel central de la sierra de Ayllón, en el Sistema Central español, dentro del municipio de Puebla de la Sierra (Madrid).

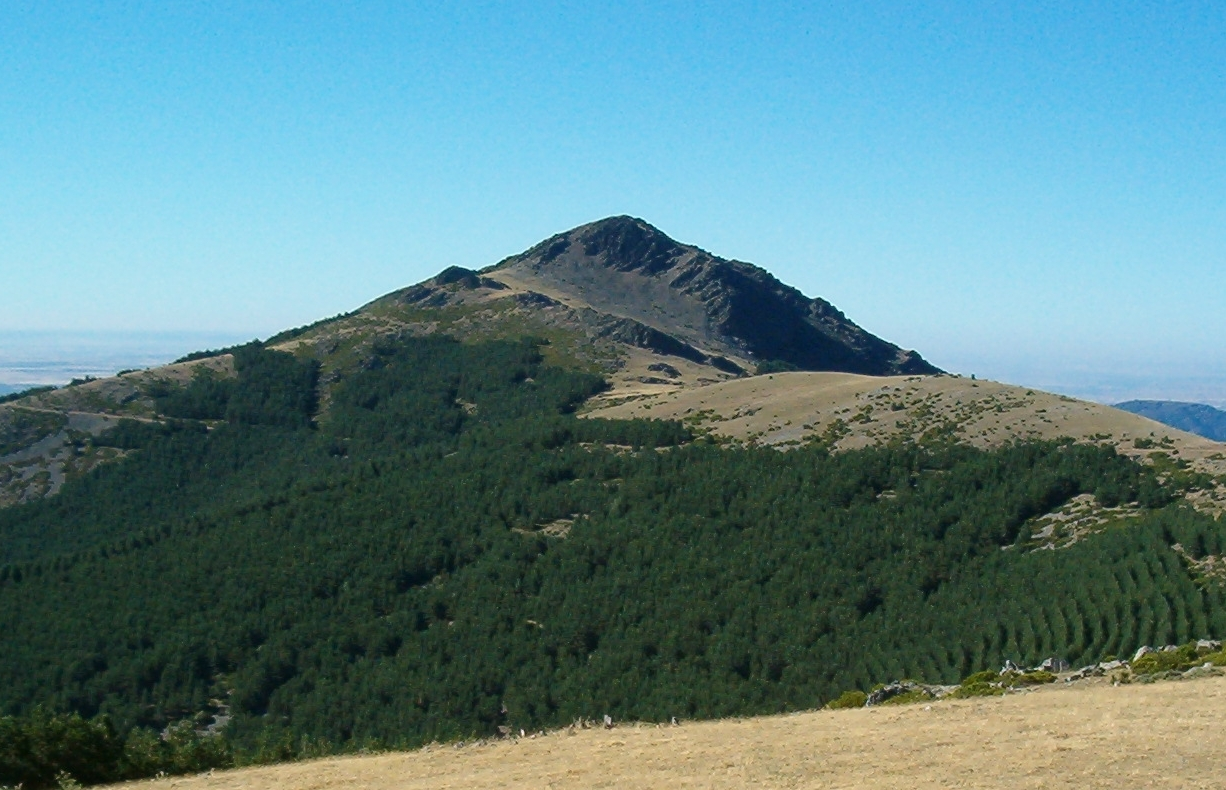
Cara norte

- Datos: Q6073918
- Multimedia: Peña de La Cabra / Q6073918